# Logan Mader

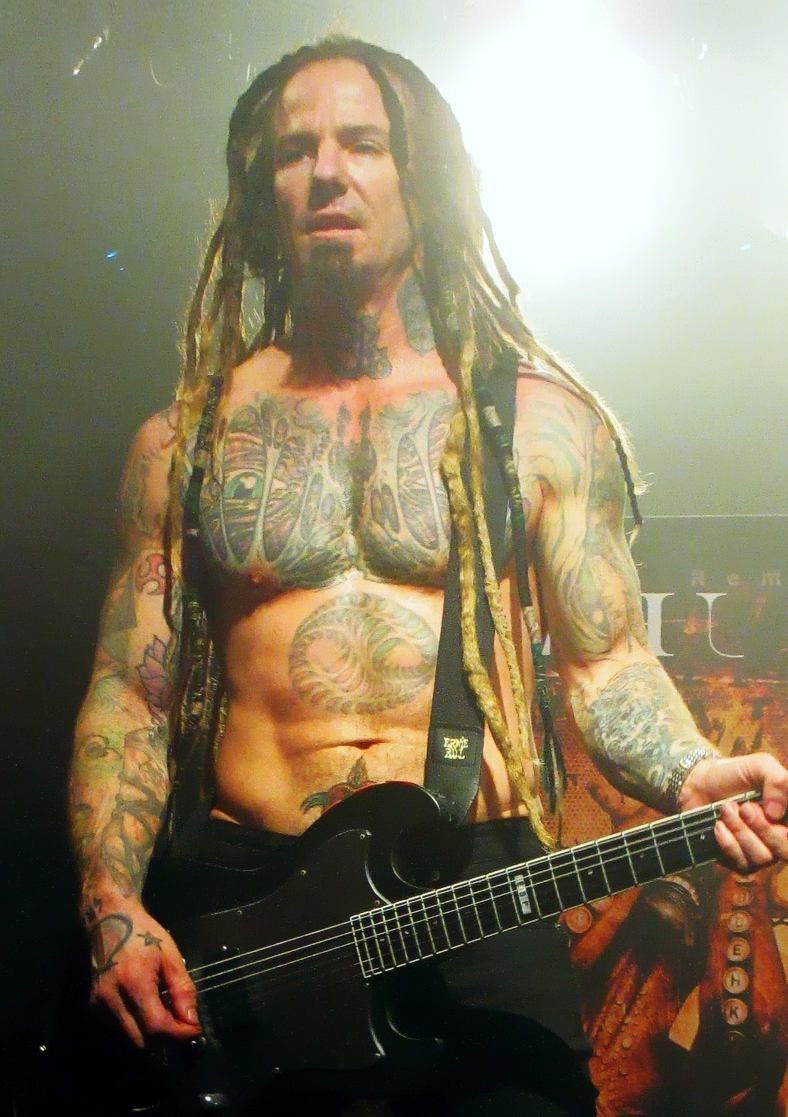
Mader, 2015

Logan Mader es un guitarrista canadiense conocido por haber sido miembro de las bandas Machine Head y Soulfly. Después de publicar dos álbumes con Machine Head y actuar en algunos conciertos de Soulfly (grupo del que se marchó debido a las disputas que mantenía con Max Cavalera), Mader formó el grupo Medication con Whitfield Crane, exmiembro de Ugly Kid Joe. Actualmente trabaja como productor de bandas de heavy metal, y trabajó en el Roadrunner United produciendo la canción "Team Captain" de Dino Cazares.

## Álbumes producidos
- Media Lab - Bleeding Memory - (2005)
- Silent Civilian - Rebirth of the Temple - (2006)
- Twin Method - The Volume of Self - (2006)
- Demia - Insidious - (2006)
- Five Finger Death Punch - The Way of the Fist - (2007)
- Dommin - Mend Your Misery - (2007)
- Divine Heresy - Bleed the Fifth (2007)
- Media Lab - TBA - (2008)
- The Perfect Victim - TBA - (2008)
- Cavalera Conspiracy - Inflikted - (2008)
- Hamlet - La puta y el diablo - (2009)
- Divine Heresy - Bringer of Plagues - (2009)

- Datos: Q1368616
- Multimedia: Logan Mader / Q1368616